# Kompolje (gmina Dobrepolje)
Kompolje – wieś w Słowenii, w gminie Dobrepolje. W 2018 roku liczyła 489 mieszkańców.